# Megaselia spelophila
Megaselia spelophila är en tvåvingeart som beskrevs av Borgmeier 1966. Megaselia spelophila ingår i släktet Megaselia och familjen puckelflugor.
Artens utbredningsområde är Nevada. Inga underarter finns listade i Catalogue of Life.